# Telegram (portal)
Telegram je hrvatski informativni mrežni portal, pokrenut u travnju 2015. godine. Osim vijesti i članaka posvećenih aktualnim zbivanjima iz područja politike, ekonomije, znanosti i kulture, sadrži kolumne autora pretežno lijeve ili liberalne orijentacije. Od 2015. do 2016. Telegram je imao i tiskano izdanje, nadahnuto istoimenim časopisom koji je izlazio od 1960. do 1973. godine. 
U listopadu 2016., Telegram pokreće specijalizirano sportsko izdanje Telesport na čelu s Aleksandrom Holigom. U svibnju 2019., Telegramu se pripaja lifestyle portal Super1, a mjesec dana kasnije objavljeno je da Telegram čita preko milijun jedinstvenih korisnika mjesečno.

## Nagrade i priznanja
Telegramov videoserijal What's Next, nastao u suradnji s Hrvatskim Telekomom, proglašen je najboljim sponzoriranim videoserijalom na svijetu na dodjeli marketinških nagrada 2018. u Berlinu.
Niz članaka o obiteljskim gospodarstvima i zdravoj hrani, producirana u suradnji s trgovačkim lancem Kauflandom, osvojila je nagradu Mixx na godišnjoj konferenciji Dani Komunikacije u Rovinju.

## Kolumnisti i novinari
- Drago Hedl
- Goranko Fižulić
- Jasmin Klarić
- Aleksandar Holiga
- Đivo Đurović
- Dragan Markovina
- Mladen Pleše
- Sanja Modrić

## Glavni urednici
- Igor Alborghetti (2015. – 2016.)
- Jelena Valentić (2016. – danas)

## Vanjske poveznice
- Službena web-stranica